# Arboletes
Arboletes es un municipio de Colombia, localizado en la región de Urabá en el departamento de Antioquia. En límites (aún no definidos) con el Departamento de Córdoba. Su cabecera municipal está a orillas del mar Caribe, esta dista a 472 kilómetros de la ciudad de Medellín, capital del departamento de Antioquia.

## Toponimia
Como su nombre lo sugiere, “Arboletes”, esta expresión significa “zona o tierra de árboles”, aun cuando esto haya sido una cosa que llega hasta hoy desde del pasado. Casi todos los bosques de la zona desaparecieron para dar lugar a una no menos próspera industria ganadera, actividad de la cual fundamentalmente depende hoy el municipio. No obstante, quedan zonas silvestres dignas de visitarse, conformadas por aquellos árboles y bosques selváticos que dieron origen al nombre del municipio.

## Historia
Arboletes es hoy día una entidad municipal perteneciente al departamento de Antioquia, nacido de una disputa de territorios entre el citado departamento y su vecino departamento de Córdoba. Hasta la fecha de más o menos 1920, Arboletes fue un corregimiento entre los municipio de Turbo (Antioquia) y Montería.
Con relación a estas comarcas, estamos hablando de un paraíso tropical en el extremo norte del Urabá antioqueño. Encantan las playas de este condado como destino turístico, en las cuales se puede convivir -así como en el centro de su zona urbana-, de una diversidad sociológica entre gentes de raza blanca proveniente de colonos de la Región paisa, con los colonos cartageneros, negros e indígenas del Urabá. 
Estas circunstancias sui géneris otorgan al municipio un toque particular de personalidad y modo de vivir.

## División Político-Administrativa
Además de su Cabecera municipal. Arboletes tiene bajo su jurisdicción los siguientes corregimientos (de acuerdo a la Gerencia departamental):
- Buenos Aires
- El Carmelo
- El Guadual
- La Candelaria
- La Trinidad
- Las Naranjitas
- Santa Fe de las Platas
- Pajillal
- Santa Fe de Las Platas

## Generalidades
- Fundación, 20 de julio de 1920
- Erección en municipio: Decreto 340 de julio de 1958
- Fundadores: José Torres Vargas y José María Reales
- Primer Alcalde EP: Nayib Enrique Manzur Cancino
- Apelativo: Paraíso turístico porque Antioquia tiene mar

Está comunicado por carretera con el municipio San Juan de Urabá y con el municipio Los Córdobas. Arboletes lo atraviesa la Transversal de las Américas.
Arboletes es puerto marítimo y su nombre significa “tierra de árboles”. Desde que se conoce, el sitio era un bosque natural sembrado con árboles de mucha altura.

## Demografía
Población: 29 295 hab. (2018)
- Población Urbana: 9 747
- Población Rural: 19 548

Alfabetismo: 77,1% (2005)
- Zona urbana: 81,3%
- Zona rural: 74,2%

### Etnografía
Según las cifras presentadas por el DANE del censo 2005, la composición etnográfica del municipio es: 
- Mestizos y Blancos (63,7%)
- Negros (34,0%)
- Indígenas (2,3%)

## Economía
Arboletes es fundamentalmente un distrito ganadero.
- Ganados en todos sus géneros: Bovinos, Porcinos, Ovicaprinos y Equinos. La ganadería ocupa el 90% de las tierras del municipio
- Turismo tradicional
- Agricultura: Plátano, Ñame, Yuca, Maíz, Arroz, Frutales.

## Fiestas
- Fiestas de la Virgen del Carmen, en julio.
- Día de San Juan.
- Fiestas del Mar y del Volcán, último puente festivo de junio.
- Fiestas en Corraleja en el puente festivo de Reyes, en enero.
- Cumpleaños de Arboletes, 7 de agosto: se celebra con disfraces y la tradicional “vaca loca” cada 11 de noviembre.

## Gastronomía
Arboletes, desde hace decenios, ha sido un lugar de turismo por excelencia. Ofrece platos muy variados y autóctonos además de la cocina tradicional paisa: plátano sancochado, arroz con coco, sancocho bien sea de carne, de res o de pescado, entre estos el más tradicional es el famoso "Cabeza de Huevo", y el crustáceo conocido en esta zona como cangrejo.
Un plato muy peculiar de la región es la Cabeza de Gato, que consiste en plátano cocido y guisado con tomate, ajo, pimienta y cebolla, acompañado con suero o con queso.

## Sitios de interés
- Volcán de Lodo, a 15 minutos de la cabecera municipal y a la orilla del mar. La densidad del lodo permite que la gente flote y nade en la superficie. Este lugar es visitado por turistas de todo el mundo y es reconocido por sus bondades medicinales.